# HCL Sametime
HCL Sametime (ранее IBM Sametime и IBM Lotus Sametime)— программный комплекс для обмена мгновенными сообщениями (Instant Messenger), разработка компании IBM Software. Sametime — название протокола обмена мгновенными сообщениями, используемого данной средой. В 2019 году права на разработку программы были проданы компании HCL Software.

## Состав
- HCL Sametime Connect — клиент обмена мгновенными сообщениями; различают встроенный клиент, "толстый" клиент и веб-клиент.
- HCL Sametime Server — сервер

## Описание

### Основные функции
1. обмен мгновенными сообщениями с возможностью форматирования текста, передача файлов, обмен графической информацией
2. веб-конференция
3. голосовая конференция
4. видеоконференция
5. совместное использование приложений
6. whiteboard — совместно используемый участниками виртуальной конференции аналог «досок для рисования маркером»

### Технические возможности
1. встроенное шифрование данных
2. создание клиентских расширений (плагинов)
3. серверное и клиентское API (C API, Java API)

### Интеграция
1. встраивание в HCL Notes
2. встраивание в MS Outlook и MS Office
3. интеграция с HCL Domino Server и приложениями на платформе HCL Domino
4. шлюз (на стороне сервера) в иные среды обмена мгновенными сообщениями